# Marc Surer
Marc Surer (Arisdorf, 18 de Setembro de 1951) é um ex-piloto suíço de Fórmula 1. Participou em 88 Grandes Prêmios de Fórmula 1. Somou um total de 17 pontos no campeonato.
Surer atuou pela BMW a maior parte de sua carreira, ficando em segundo lugar no campeonato de Fórmula 2 de 1978 e vencendo a série de 1979 em um trabalho com a March-BMW. Os primeiros anos da carreira do piloto suíço na F1 foram um pouco problemáticos; ele fraturou suas pernas em uma corrida de testes para a ATS em Kyalami, em 1980, e novamente correndo lá em 1981 pela Ensign conseguindo um brilhante 4º lugar no Grande Prêmio do Brasil. Após restabelecer-se, Surer foi para a Arrows, mas através de seus contatos com a BMW, transferiu-se para a Brabham no lugar do piloto francês François Hesnault em 1985; naquele ano, ele terminou em 4º lugar no Grande Prêmio da Itália. Era mais uma corrida que o piloto suíço chegava perto do pódio; no GP da Europa, chegou a estar na 2ª posição, mas faltando 12 voltas para o fim, um dos turbos explode e a traseira do seu carro pega fogo fazendo com que o suíço encoste-o. Isso é uma grande decepção porque ele estava prestes a obter o melhor resultado de sua carreira. Em 1986, retorna na equipe Arrows realizando cinco provas.
Surer participou também de rallies, mas um grave acidente com seu Ford RS200 o deixou muito ferido e matou seu co-piloto. A BMW manteve-o como treinador de pilotos e mais tarde como diretor de atividades no esporte automobilístico, e permanece sempre muito envolvido com o esporto devedi ao seu interesse pela história da Fórmula 2 e como comentarista televisivo e apresentador.

## Vida pessoal
Surer casou-se duas vezes com ex-Playmates da Playboy. A primeira vez com Yolanda e depois entre 1997 e 2000 com Christina, atualmente também piloto de corrida da Suíça.

### Fórmula 1
(legenda) (Corrida marcada em itálico indica volta mais rápida)
| Ano  | Equipe                        | Chassis       | Motor                | 1         | 2         | 3         | 4         | 5         | 6         | 7         | 8         | 9         | 10        | 11        | 12        | 13        | 14        | 15        | 16        | Pontos | Posição  |
| ---- | ----------------------------- | ------------- | -------------------- | --------- | --------- | --------- | --------- | --------- | --------- | --------- | --------- | --------- | --------- | --------- | --------- | --------- | --------- | --------- | --------- | ------ | -------- |
| 1979 | Team Ensign                   | Ensign N179   | Ford Cosworth DFV V8 | ARG       | BRA       | RSA       | USW       | ESP       | BEL       | MON       | FRA       | GBR       | GER       | AUT       | NED       | ITA NQ G  | CAN NQ G  | USE Ret G |           | 0      | NC (33º) |
| 1980 | Team ATS                      | ATS D3        | Ford Cosworth DFV V8 | ARG Ret G | BRA 7º G  |           |           |           |           |           |           |           |           |           |           |           |           |           |           | 0      | NC (22º) |
| 1980 | Team ATS                      | ATS D4        | Ford Cosworth DFV V8 |           |           | RSA NQ G  | USW       | BEL       | MON       | FRA Ret G | GBR Ret G | ALE 12º G | AUT 12º G | HOL 10º G | ITA Ret G | CAN NQ G  | USE 8º G  |           |           | 0      | NC (22º) |
| 1981 | Ensign Racing                 | Ensign N180B  | Ford Cosworth DFV V8 | USW Ret M | BRA 4º M  | ARG Ret M | SMR 9º M  | BEL 11º M | MON 6º M  | ESP       |           |           |           |           |           |           |           |           |           | 4      | 16º      |
| 1981 | Theodore Racing Team          | Theodore TY01 | Ford Cosworth DFV V8 |           |           |           |           |           |           |           | FRA 12º A | GBR 11º A | ALE 14º A | AUT NP A  | HOL 8º A  | ITA NQ A  | CAN 9º A  | LVG Ret A |           | 4      | 16º      |
| 1982 | Arrows Racing Team            | Arrows A4     | Ford Cosworth DFV V8 | RSA       | BRA       | USW       | SMR       | BEL 7º P  | MON 9º P  | USE 8º P  | CAN 5º P  | HOL 10º P | GBR Ret P | FRA 13º P | ALE 6º P  | AUT Ret P |           | ITA Ret P |           | 3      | 21º      |
| 1982 | Arrows Racing Team            | Arrows A5     | Ford Cosworth DFV V8 |           |           |           |           |           |           |           |           |           |           |           |           |           | SUI 15º P |           | LVG 7º P  | 3      | 21º      |
| 1983 | Arrows Racing Team            | Arrows A6     | Ford Cosworth DFV V8 | BRA 6º G  | USW 5º G  | FRA 10º G | SMR 6º G  | MON Ret G | BEL 11º G | USE 11º G | CAN Ret G | GBR 17º G | ALE 7º G  | AUT Ret G | HOL 8º G  | ITA 10º G | EUR Ret G | RSA 8º G  |           | 4      | 15º      |
| 1984 | Barclay Nordica Arrows        | Arrows A6     | Ford Cosworth DFV V8 | BRA 7º G  | RSA 9º G  | BEL 8º G  |           | FRA Ret G | MON NQ G  | CAN Ret G | USE Ret G |           |           |           |           |           |           |           |           | 1      | 20º      |
| 1984 | Barclay Nordica Arrows BMW    | Arriws A7     | BMW M12/13 L4 Turbo  |           |           |           | SMR Ret G |           |           |           |           | DAL Ret G | GBR 11º G | ALE Ret G | AUT 6º G  | HOL Ret G | ITA Ret G | EUR Ret G | POR Ret G | 1      | 20º      |
| 1985 | Motor Racing Developments Ltd | Brabham BT54  | BMW M12/13 L4 Turbo  | BRA       | POR       | SMR       | MON       | CAN 15º P | EUA 8º P  | FRA 8º P  | GBR 6º P  | ALE Ret P | AUT 6º P  | HOL 10º P | ITA 4º P  | BEL 8º P  | EUR Ret P | RSA Ret P | AUS Ret P | 5      | 13º      |
| 1986 | Barclay Arrows BMW            | Arrows A8     | BMW M12/13 L4 Turbo  | BRA Ret G | ESP Ret G | SMR 9º G  | MON 9º G  | BEL 9º G  |           |           |           |           |           |           |           |           |           |           |           | 0      | NC (26º) |

### 24 Horas de Le Mans[2]
| Ano  | Equipe                      | Nº | Co-Pilotos                      | Chassi                    | Pneus | Classe | Voltas | Posição | Posição Na Categoria |
| Ano  | Equipe                      | Nº | Co-Pilotos                      | Motor                     | Pneus | Classe | Voltas | Posição | Posição Na Categoria |
| ---- | --------------------------- | -- | ------------------------------- | ------------------------- | ----- | ------ | ------ | ------- | -------------------- |
| 1978 | Artos Francy Sauber PP AG   | 23 | Eugen Strähl Harry Blumer       | Sauber C5                 | P     | S 2.0  | 257    | NC      | 2º                   |
| 1978 | Artos Francy Sauber PP AG   | 23 | Eugen Strähl Harry Blumer       | BMW 2.0L I4               | P     | S 2.0  | 257    | NC      | 2º                   |
| 1981 | Würth-Lubrifilm Team Sauber | 52 | Dieter Quester David Deacon     | BMW M1 Gr.5               | D     | Gr.5   | 207    | DNF     | DNF                  |
| 1981 | Würth-Lubrifilm Team Sauber | 52 | Dieter Quester David Deacon     | BMW M88 3.5L I6           | D     | Gr.5   | 207    | DNF     | DNF                  |
| 1982 | Ford-Werke AG Zakspeed      | 6  | Klaus Ludwig Manfred Winkelhock | Ford C100                 | G     | C      | 67     | DNF     | DNF                  |
| 1982 | Ford-Werke AG Zakspeed      | 6  | Klaus Ludwig Manfred Winkelhock | Ford Cosworth DFL 4.0L V8 | G     | C      | 67     | DNF     | DNF                  |